# Гаспари (Верона)
Гаспари је насеље у Италији у округу Верона, региону Венето.
Према процени из 2011. у насељу је живело 2 становника. Насеље се налази на надморској висини од 1248 м.